# Renée la Bulgara
Renée la Bulgara, pseudonimo di Reneta Todorova Petrova (Sofia, 31 luglio 1984), è una disc jockey e conduttrice radiofonica bulgara naturalizzata italiana.

## Biografia

### Conduttrice radiofonica
Su Radio Deejay interveniva nel Deejay Time con Mario Fargetta al "Federica". Ha condotto per una puntata la Deejay Parade e ha condotto due programmi su Radiom2o dal 2006. Tra il 2007 e il 2008 Out of Mind Live, programma radiofonico dove i brani erano mixati da Provenzano Dj, il primo programma in diretta nazionale su Radiom2o.
Su Radiom2o ha condotto anche altri programmi: per più di 10 anni ha avuto un suo spazio personale GDC - Girl's Dj Club, m2o party che conduce dal 2011, m2o live, Music Zone e m2AllShock.
Dal 2021 conduce DanceClub insieme a Frankie Gada e J Ask su Radio Studio Più.

### DJ e modella
DJ e modella, ha sfilato per Cavalli, Missoni e Chiara Boni.
Una degli artisti del Wish Outdoor Festival (insieme a Dimitri Vegas & Like Mike, Steve Aoki e Zedd), è nella Top 100 di DJ Mag.
Nel 2017 viene premiata come Miglior Woman DJ al Dance Music Awards.

### Vocal performer e produttrice house
Nel 2014 incide due brani: Bipolar progetto house dell'etichetta Federico Scavo Area 94 e il singolo Jump. Come vocal performer, nel 2015 incide insieme a "Blanco y Negro" il singolo Boom e come cantante avvia collaborazioni con l'etichetta Dance and love di Gabry Ponte.

## Premi e riconoscimenti
- Miglior Woman DJ al Dance Music Awards